# 7 (álbum de Beach House)
7 é o sétimo álbum de estúdio da dupla americana de dream pop Beach House lançado em 11 de maio de 2018, pela Sub Pop e Bella Union. Sucedendo a coletânea B-Sides and Rarities, 7 serviu como uma proverbial "limpeza mental" abrindo caminho para o duo abrir novo processo criativo.
O álbum viu o Beach House se afastando do seu até então produtor de longa data Chris Coady e, em vez disso, colaborando com Sonic Boom embora ele não fosse um produtor "no sentido tradicional". A gravação do 7 durou mais de onze meses, ao contrário da rapidez dos anteriores, começando no estúdio caseiro da dupla em Baltimore e terminando no Carriage House e Palmetto Studio. O disco recebeu elogios dos críticos especializados, que elogiaram a natureza aventureira do disco e a consistência da dupla.
Cinco singles foram lançados do álbum: "Lemon Glow", "Dive", "Dark Spring", "Black Car" e "Lose Your Smile".

## Antecedentes
O duo lançou o álbum de compilação B-Sides and Rarities em 2017, que serviu como uma proverbial "limpeza de armário" para abrir caminho para um novo processo criativo. Ao contrário dos discos anteriores, Beach House levou um longo tempo com o processo de gravação de 7. Em vez de uma longa sessão de estúdio, eles gravavam quando se sentiam inspirados após escutarem playlists, o que resultou em cinco mini-sessões ao longo de onze meses ao longo de 2017. Todas as músicas do álbum começaram num estúdio caseiro da dupla em Baltimore, chamado Apple Orchard Studios, e foram finalizadas na Carriage House em Stamford, Connecticut com "Lose Your Smile" e "Woo" sendo gravados no Palmetto Studio em Los Angeles.
A dupla declarou que seu objetivo durante todo o processo de gravação do álbum era "renascer e rejuvenescer", continuando: "Queríamos repensar métodos de composições antigos e nos livrar de algumas limitações auto impostas. No passado, muitas vezes limitamos nossa escrita a partes que poderíamos tocar ao vivo. Em 7, decidimos seguir o que viesse naturalmente. Como resultado, há algumas faixas sem guitarra e outras sem teclado. Há canções com camadas e produção que nunca poderíamos recriar ao vivo, e isto é emocionante para nós. Basicamente, deixamos nosso humor conduzir o disco ao invés da instrumentação, ditar a sensação do álbum".
Beach House também afirmou que 7 não tinha um produtor no sentido tradicional da indústria da música, o que deixou as liberdades criativas conduzirem o álbum e sem grande interferência de qualquer pessoa. O baterista James Barone tocou em todo o disco. Eles também trabalharam com Peter Kember, conhecido pelo nome artístico de Sonic Boom, que ajudou a dupla a "abandonar as convenções musicais e ajudou a manter as músicas vivas, frescas e protegidas das forças destrutivas da superprodução/super perfeição dos estúdios de gravações".

## Composição
7 foi descrito como um álbum dream pop, com incorporações de shoegaze e pop psicodélico. Tematicamente, o disco lida frequentemente com "a beleza que surge ao lidar com a escuridão; a empatia e o amor que crescem a partir do trauma coletivo; o lugar que se alcança quando se aceita em vez de negar." O título do álbum em si simplesmente representa ser o sétimo álbum de estúdio da dupla, dizendo que eles "esperavam que sua simplicidade encoraja-se as pessoas a olhar para dentro" e que  Nenhum título usando palavras que pudéssemos encontrar parecia um resumo apropriado do álbum", embora mais tarde eles tenham mencionado que o número 7 representa algumas conexões interessantes na numerologia, o que os inspirou ainda mais a nomear o álbum como tal.Edie Sedgwick inspirou os elementos visuais pop art em preto e branco e o som psicodélico pesado do projeto. "Eu fui atraída por alguém como Edie porque ela tem beleza por fora, mas também lutou com sua máscara", afirmou Legrand.
Legrand descreveu o som do álbum como uma progressão natural de seu amadurecimento artístico, afirmando: "Exploramos coisas novas, mas a forma como compomos e gravamos acelerou a captura de ideias, nos dando mais liberdade do que em trabalhos anteriores... Com a experiência, você se torna mais habilidoso e menos ingênuo". O duo citou o caos social de 2016-2017 como influência, explicando: "Há muita turbulência nessas músicas e um tom sombrio que escapava ao nosso controle. As discussões sobre questões femininas foram uma fonte constante de inspiração, refletindo-se nas letras, na energia e no clima do álbum. Exploramos os papéis, pressões e condições impostos às mulheres ao longo da história, assim como a dualidade do glamour – seus perigos e momentos de perfeição".

## Lançamento
Beach House divulgou "Lemon Glow" em 15 de fevereiro de 2018 e anunciou como o single principal de 7, sendo que o título do álbum não foi revelado até um mês depois, e afirmou que seria lançado "no final desta primavera" daquele mesmo ano. Um visualizador "groovy checkered" foi lançado para acompanhar a canção no mesmo dia. A dupla finalmente anunciaram batizou o álbum de "7", revelando sua arte da capa e a lista de faixas em 7 de março de 2018, e também embarcaram em uma turnê mundial em apoio ao lançamento que começou em 30 de abril em Chattanooga no Tennessee e concluiu em 20 de outubro de 2018, em Dublin. No mesmo dia, eles lançaram seu segundo single e o videoclipe visualizador 3D o  acompanhando, "Dive", e definiram uma pré-encomenda para o álbum. "Dark Spring" foi a terceira faixa publicada na internet sendo divulgada em 2 de abril do mesmo ano, junto com um videoclipe dirigido por Zia Anger. Em 27 de abril de 2018, duas semanas antes do lançamento do álbum, um stream exclusivo de 7 estava acessível, através do site da Sub Pop, para clientes da gravadora que encomendaram o álbum. "Black Car" foi lançado como o quarto single em 2 de maio de 2018, junto com seu visualizador 3D que o acompanha no YouTube.
7 foi lançado oficialmente em CD, vinil, Fita cassete, download digital e serviços de streaming em 11 de maio de 2018, pela Sub Pop em todo o mundo, Bella Union na Europa e Mistletone na Austrália/Nova Zelândia, respectivamente. Um visualizador 3D acompanha todas as faixas, que foi inteiramente dirigido por San Charoenchai sendo por fim carregado no canal oficial do duo no YouTube após o lançamento do álbum, com cada música sendo acompanhada por animações psicodélicas em preto e branco. Dias após o lançamento, Beach House fez uma sessão ao vivo em estúdio na KCRW em Los Angeles em 15 de maio. Eles também tocaram "Drunk in LA" no Jimmy Kimmel Live! no dia seguinte. Um videoclipe para "Black Car" foi dirigido pelo irmão de Legrand, Alistair Legrand, e foi lançado em 18 de junho. E no dia 11 de setembro de 2018 foi a vez da outrora "Drunk in LA", que foi dirigido por Peter Kember, co-produtor do disco, com um remix do Sonic Boom da faixa "Black Car" sendo divulgado no mesmo dia. Em 23 de outubro de 2018, Beach House publicou uma edição limitada de vinil de 7 polegadas de "Lose Your Smile", contendo uma nova canção das sessões de gravação de 7 intitulada "Alien" como seu lado B. Foi vendido durante a turnê europeia da dupla, em datas de setembro a outubro. Além disso, um visualizador 3D para "Alien" foi carregado para o youtube no mesmo dia, que teve a direção do já citado San Charoenchai, e também foi lançado como um single independente para serviços de download e os streaming de músicas. Naquele mesmo dia, eles anunciaram as datas da turnê australiana, que incluíam shows entre os meses de fevereiro e março de 2019.

## Recepção

### Avaliação da crítica
No Metacritic, que atribui uma classificação normalizada de 100 para críticas de publicações tradicionais, 7 recebeu uma pontuação média de 80, com base em 29 resenhas, indicando "análises geralmente favoráveis". Em sua coluna para o The Independent, Roisin O'Connor escreveu: "Em vez de se limitar, Beach House está finalmente abraçando todos os seus momentos criativos, que inevitavelmente os desafiaram a se tornarem melhores artistas". Chris Taylor da revista The Line of Best Fit afirmou que 7 "[é] uma reinvenção tão grande quanto provavelmente obteremos da dupla, mas mesmo aqueles pequenos passos para a esquerda oferecem mais um disco cativante", e terminou sua análise afirmando: "A essa altura, realmente deveríamos parar de nos preocupar sobre quando Beach House vai ficar obsoleto porque ainda está longe de acontecer. Ainda é um prazer estar em seu mundo". A jornalista da Stereogum, Gabriela Tully Claymore classificou o projeto de "o álbum mais ousado da dupla até agora". Eugenie Johnson do The Skinny escreveu: "Embora eles possam não ter alcançado completamente o sétimo céu aqui, o disco ainda é um primeiro passo sólido anunciando a próxima fase do Beach House".
Simon Vozick-Levinson da Rolling Stone, chamou 7 de "uma explosão radical de êxtase do pop psicodélico", dizendo "Estas são grandes canções, cheias de surpresas e o Beach House sabe disso. Sete álbuns e estão no início de algo novo". Jayson Greene para a Pitchfork, elogiou a produção, descrevendo: "Beach House continua sendo mestre do indefinível e seu sétimo lançamento é o mais pesado e envolvente de sua carreira". A crítica da AllMusic, Heather Phares, declarou: "Ao longo de 7, [a dupla] se sente mais preocupado em capturar momentos completamente do que em se conformar com noções do que é um projeto coeso. O fato de essas canções soarem como se tivessem vindo de álbuns diferentes é, em última análise, mais revigorante do que desorientador, e a excitação que percorre cada faixa é palpável". David Sackllah do Consequence of Sound disse, "7 encontra o duo correndo riscos e desaprendendo os parâmetros que eles mesmos estabeleceram para criar seu disco mais aventureiro até agora", concluindo: "Ao reformular seu som e sacudir qualquer complacência que possa ter se instalado, Beach House faz sua reivindicação como uma das duplas de indie rock proeminentes da década". Leah Greenblatt em sua review no Entertainment Weekly disse "a tontura artística de 7 não é novidade, mas para o Beach House, parece [que é] um lar". Frank Guan em sua crítica para a Vulture classificou 7 de o melhor álbum da dupla até agora, escrevendo "a escuridão e a franqueza de seu som, combinadas com os vocais sibilinos habituais de Legrand, somam-se a algo bem-vindo e sem precedentes no catálogo de Beach House - seu melhor álbum em um conjunto".
Kelsey J. Waite do The AV Club escreveu, "Com 7 Legrand e Scally ficaram mais livres. Este é o som de uma dupla que se conhece extremamente bem e ainda assim, ao buscar perspectivas externas e abraçar a imperfeição, descobriu um nível totalmente novo para explorar. Se este álbum parece uma Beach House de realidade alternativa, é porque Legrand e Scally alteraram sua realidade". Matthew Neale em sua crítica para o Tiny Mix Tapes deu ao projeto uma pontuação perfeita e o chamou de o melhor álbum da dupla. Clash elogiou o disco, escrevendo: "A dupla de Baltimore de alguma forma nos presenteou com sua obra-prima, e embora a chuva lá fora tenha parado, novos céus se abriram". Joe Goggins do Drowned in Sound disse que 7 é "um disco que se aproxima mais dos limites auto-impostos do que nunca antes, sem realmente ameaçar quebrá-los". Alex Swhear em sua coluna para a revista Flood elogiou a "aura expansiva e quase oceânica" das faixas.

#### Reconhecimento
A Pitchfork ao incluir 7 em 20° lugar em sua lista de "50 melhores álbuns de 2018" deu como motivo o "espírito fuck-it de 1999 do Prince, filtrado por um sintetizador pulsante e tocado apenas no crepúsculo, assim que a temperatura começa a cair e as estrelas começam a salpicar o horizonte" e "Os vocais tênues, mas ameaçadores, de Victoria Legrand expressam uma vaga melancolia, mas também estão cheios de esperança — ninguém sabe, afinal, o que pode acontecer a seguir, e nesses momentos sombrios, tudo ainda é possível". Neste mesmo site o álbum adentrou nas listas de melhores lançamentos de 2018 de acordo com o público e os "50 melhores álbuns de rock de 2018". 7 também foi incluído em listas semelhantes de outros websites. A PopMatters classificou o disco como o melhor álbum de Dreampop e/ou Shoegaze do ano.
A canção "Lemon Glow" foi eleita como uma das melhores músicas do ano pela Cosmopolitan, Pitchfork e seus leitores.

## Desempenho nas tabelas musicais
| Parada (2018)                                 | Pico |
| --------------------------------------------- | ---- |
| Austrália (ARIA)                              | 39   |
| Bélgica (Ultratop Flandres)                   | 10   |
| Bélgica (Ultratop Valônia)                    | 55   |
| Canadá (Billboard)                            | 65   |
| Países Baixos (Dutch Charts)                  | 31   |
| França (SNEP)                                 | 65   |
| Alemanha (Offizielle Deutsche Charts)         | 41   |
| Irlanda (Official Irish Albums)               | 28   |
| Irish Independent Albums (IRMA)               | 3    |
| New Zealand Heatseeker Albums (RMNZ)          | 1    |
| Portugal (AFP)                                | 21   |
| Escócia (Official Scottish Albums)            | 14   |
| Espanha (PROMUSICAE)                          | 19   |
| Suíça (Schweizer Hitparade)                   | 54   |
| Reino Unido (Official Albums Chart)           | 16   |
| Reino Unido (UK Independent Albums Chart)     | 3    |
| Estados Unidos (Billboard 200)                | 20   |
| Estados Unidos (Billboard Independent Albums) | 2    |
| Estados Unidos (Top Alternative Albums)       | 3    |
| Estados Unidos (Top Rock Albums)              | 3    |

## Lista de faixas
Todas as faixas escritas e compostas por Beach House. 
| N.º            | Título             | Duração |  |
| 1.             | "Dark Spring"      | 3:24    |  |
| 2.             | "Pay No Mind"      | 3:24    |  |
| 3.             | "Lemon Glow"       | 4:04    |  |
| 4.             | "L'Inconnue"       | 4:24    |  |
| 5.             | "Drunk in LA"      | 3:59    |  |
| 6.             | "Dive"             | 4:25    |  |
| 7.             | "Black Car"        | 4:11    |  |
| 8.             | "Lose Your Smile"  | 4:09    |  |
| 9.             | "Woo"              | 4:14    |  |
| 10.            | "Girl of the Year" | 3:51    |  |
| 11.            | "Last Ride"        | 6:59    |  |
| Duração total: | Duração total:     | 47:04   |  |

## Créditos
Créditos adaptados da nota de encarte do álbum.
- Beach House – arranjos, performance vocal; produção, engenharia de áudio
  - Victoria Legrand
  - Alex Scally
- James Barone – bateria ao vivo (arranjos e  performance); engenharia de áudio (inclusos na bateria da faixa 6)
- Sonic Boom – acordeão (faixa 5), drill (faixa 3); produção
- Mikhail Pivovarov – engenharia de áudio
- David Tolemei – engenharia de áudio, edição adicional e gravação
- Jason Quever – engenharia de áudio (faixas 8 e 9)
- Alan Moulder – mixagem
- Caesar Edmunds – engenharia de áudio (mixagem)
- Greg Calbi – masterização
- Post Typography – arte da capa, designer

### Histórico de lançamento
| Região        | Data               | Gravadora   | Formato                         | Ref.   |
| ------------- | ------------------ | ----------- | ------------------------------- | ------ |
| mundo         | 11 de maio de 2018 | Sub Pop     | CD LP cassette digital download | [ 69 ] |
| Europa        | 11 de maio de 2018 | Bella Union | CD LP cassette digital download | [ 69 ] |
| Austrália     | 11 de maio de 2018 | Mistletone  | CD LP cassette digital download | [ 69 ] |
| Nova Zelândia | 11 de maio de 2018 | Mistletone  | CD LP cassette digital download | [ 69 ] |